# Гума

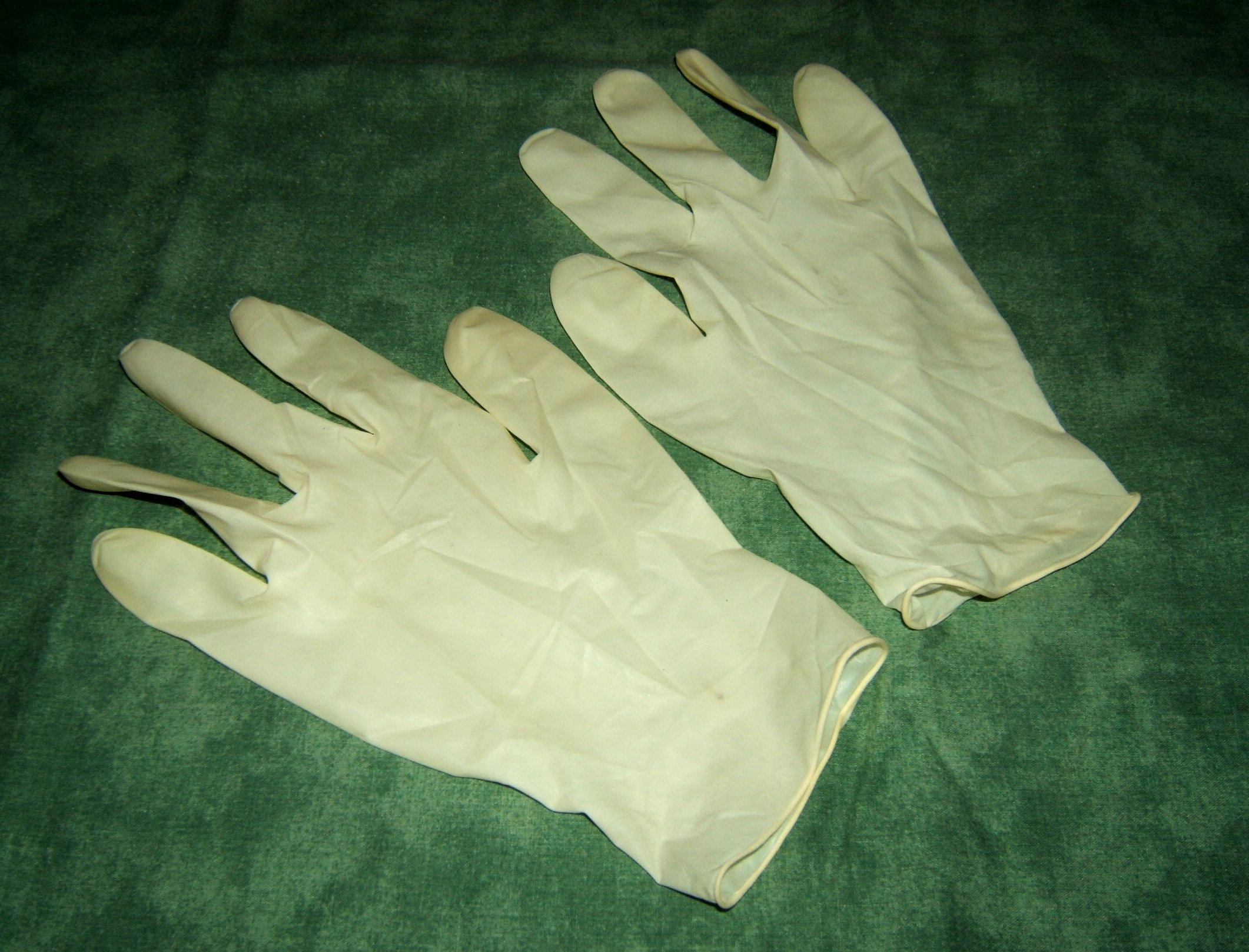
Гумові рукавички

Гу́ма, також ґу́ма (лат. gumma), розм. рези́на (через рос. резина з фр. résine) — продукт вулканізації композицій на основі каучуку; матеріал, необхідний для виробництва різноманітних виробів — від автомобільних шин до хірургічних рукавичок. Головна перевага гуми — її еластичність. Вона може розтягуватися й гнутися, а потім приймати початкову форму. Гума може бути як і м'яка, так і тверда.
Натуральну гуму виробляють з особливої рідини — латексу, який одержують із соку каучукового дерева. Батьківщина каучукового дерева — Центральна та Південна Америка. Сьогодні його вирощують на плантаціях у теплих країнах по усьому світу, зокрема й у Південно-Східній Азії. Після Другої світової війни з нафти хімічним шляхом одержали синтетичну гуму, яка набула широкого застосування. Зараз частка синтетичної гуми становить дві третини світового виробництва гуми.

## Процес виробництва

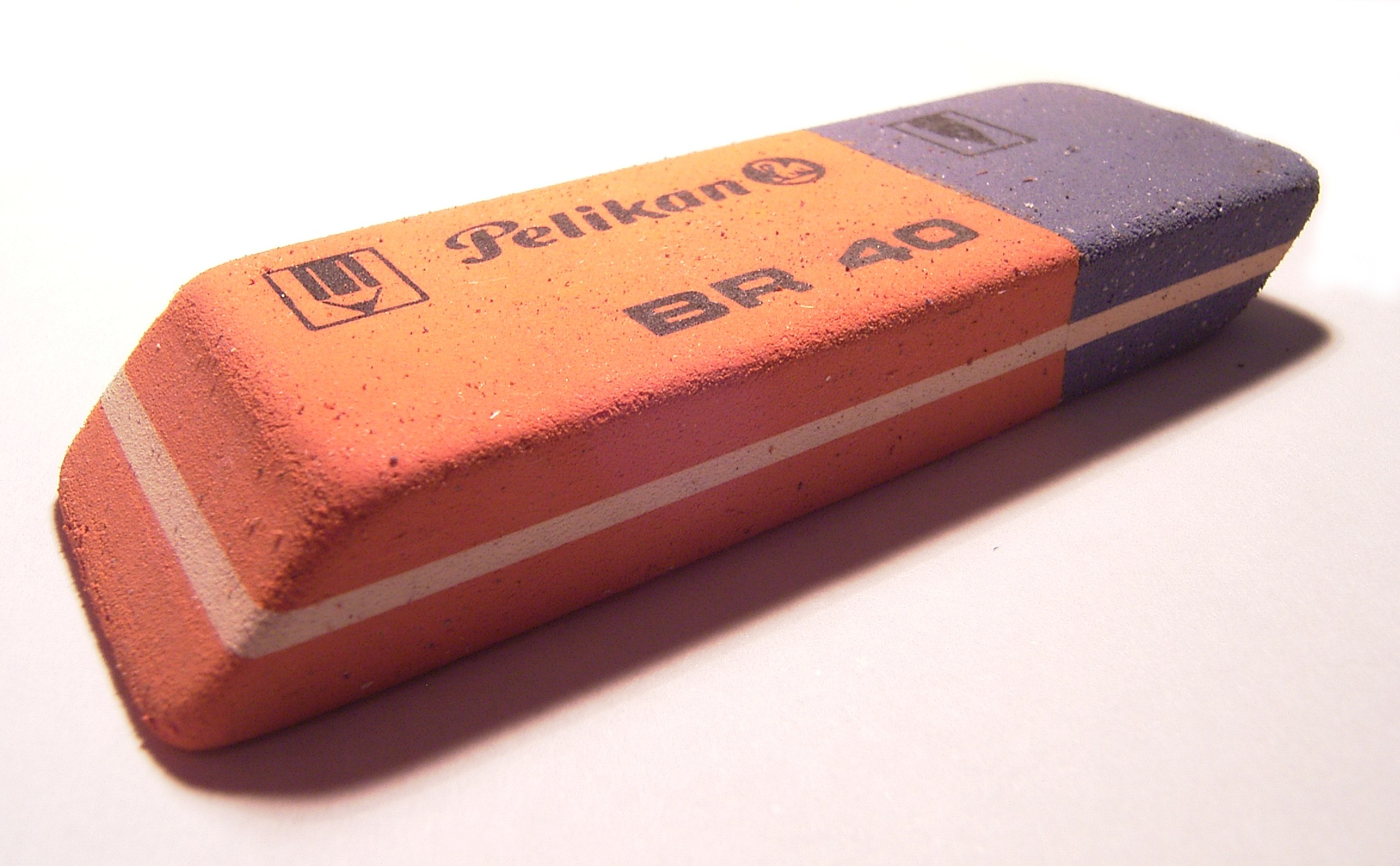
Гумка

Для виготовлення гуми каучук слід переробити, додавши до нього сірку. Цей процес називають вулканізацією. Одержаний матеріал є міцнішим та еластичнішим за каучук-сирець. Для більшої міцності до гуми додають тканини або металеві дроти (у виробництві автомобільних шин).

## Призначення
Понад половину виробленої гуми витрачають на автомобільні шини. Крім шин, із гуми виробляють взуття, одяг, рукавички, труби, гумки, тенісні м'ячі, прокладки клапанів для герметизації трубопроводів і двигунів.
Гума знайшла дуже широке застосування у промисловості. Сучасна гумотехнічна промисловість виготовляє з гуми приблизно 40 тисяч найменувань виробів.
Найбільш поширена галузь гумового виробництва — шинне виробництво. 2/3 каучуку йде на виготовлення шин. Від якості шин помітно залежить розвиток таких важливих галузей як автотракторна промисловість, автотранспорт, авіація, сільське господарство, будівництво та ін. Шинні заводи являють собою величезні промислові підприємства з високим ступенем механізації і автоматизації виробництва. Україна має два шинних заводи — Дніпропетровський і Білоцерківський.

## Компоненти гуми
Найважливішим компонентом гуми є натуральний або синтетичний каучук, від якого залежать основні властивості гумового матеріалу. Для поліпшення властивостей гуми до її складу крім каучуку додають вулканізатори, зміцнювачі, пластифікатори, барвники, стабілізатори та інші компоненти.
Вулканізатори (сірка, селен, іноді пероксиди) додаються в кількості 1-5 %. Внаслідок певних хімічних реакцій вулканізатора з каучуком утворюється високоеластична гума. Якщо масову частку сірки в сирій гумі довести до 30 і більше %, то утворюється твердий нееластичний матеріал ебоніт, який використовують як ізолятор в електротехніці. Вулканізацію можна активізувати оксидами магнію, свинцю, цинку та ін.
Зміцнювані — дрібнодисперсні порошки сажі, оксиду кремнію або оксиду цинку — додають для підвищення міцності, твердості та стійкості гумових виробів. Для відповідальних гумових виробів (шини, шланги високого тиску, привідні паси та ін.) використовують волоконні зміцнювані із синтетичних волокон або металевого дроту, покритого латунню, щоб підвищити зчеплення дроту з полімером.
Пластифікатори (тіарафін, каніфоль, стеаринова кислота, рослинні олії) сприяють рівномірному розподілу компонентів у суміші, полегшують формування виробів та підвищують їх морозостійкість.
Барвники (мінеральні й органічні) надають гумовим виробам бажаного кольору.
Сукупність технічних властивостей гумових матеріалів дає змогу застосовувати їх для амортизації та демпфірування, хімічного захисту деталей машин, трубопроводів, шлангів, ущільнення і герметизації в умовах повітряних і рідких середовищ, для покришок і камер коліс літаків та автотранспорту тощо. Номенклатура гумових виробів налічує понад 40000 найменувань.
За призначенням у машинобудуванні гумові деталі поділяють на такі групи: ущільнювачі, вібро- та звукоізолятори, протиударні, силові (шестерні, корпуси помп, муфти, шарніри), антифрикційні, фрикційні деталі та інструменти. Гума також використовується з метою захисту виробів та як декоративна речовина.